# Lijst van heersers van Mirandola
Hieronder volgt een lijst van heersers van Mirandola. Zij heersten over de heerlijkheid en later het hertogdom Mirandola en waren leden van het geslacht Pico (della Mirandola).

## Heren
- 1311 – 1321: Francesco I samen met
- 1311: Bartolomeo Pico
- 1321 – 1354: Paolo?
- 1354 – 1399: Francesco II
- 1399 – 1461: Francesco III samen met
- 1399 – 1451: Giovanni en
- 1399 – 1429: Aiace
- 1451 – 1467: Gian Francesco I
- 1467 – 1499: Galeotto I
- 1499 – 1502: Gian Francesco II, 1e keer
- 1502 – 1504: Federico I samen met
- 1502 – 1509: Ludovico I
- 1509 – 1511: Galeotto II, 1e keer
- 1511/14 – 1533: Gian Francesco II, 2e keer

## Graven
- 1533 – 1548/50: Galeotto II, 2e keer
- 1548/50 – 1568: Ludovico II
- 1568 – 1592: Galeotto III
- 1592 – 1596: Federico II

## Vorsten (Prinsen)
- 1596 – 1602: Federico II
- 1602 – 1619: Alessandro I

## Hertogen
- 1619 – 1637: Alessandro I
- 1637 – 1691: Alessandro II
- 1691 – 1711: Francesco Maria